# Agrostis teleni
Agrostis teleni é uma espécie de gramínea do gênero Agrostis, pertencente à família Poaceae.